# 沈理源
沈理源（1890年7月11日—1950年11月21日），字锡爵，浙江杭州人。中国近代著名的建筑师。

## 生平
1909年考入意大利那不勒斯大学留学攻读土木和水利工程专业。1915年毕业后回国到黄河水利委员会任职，后转入建筑设计领域。1918年主持华信工程司。此外，1928年至1933年担任北平大学艺术学院建筑系教授和系主任。1937年起担任天津工商学院（津沽大学）建筑工程系教授和系主任至去世，1940年起至1949年兼任北京大学工学院建筑系教授和系主任。

## 作品
- 浙江兴业银行天津分行大楼
- 浙江兴业银行杭州分行大楼